# Långtjärnet (Östervallskogs socken, Värmland, 662581-128322)
Långtjärnet är en sjö i Eda kommun och Årjängs kommun i Värmland och ingår i Göta älvs huvudavrinningsområde. Sjön har en area på 0,105 kvadratkilometer och ligger 193,4 meter över havet.

## Delavrinningsområde
Långtjärnet ingår i det delavrinningsområde (662555-128218) som SMHI kallar för Utloppet av Vittsjön. Medelhöjden är 212 meter över havet och ytan är 8,53 kvadratkilometer. Räknas de 4 avrinningsområdena uppströms in blir den ackumulerade arean 98,2 kvadratkilometer. Ivarsbyälven som avvattnar avrinningsområdet har biflödesordning 3, vilket innebär att vattnet flödar genom totalt 3 vattendrag innan det når havet efter 283 kilometer. Avrinningsområdet består mestadels av skog (84 procent). Avrinningsområdet har 0,93 kvadratkilometer vattenytor vilket ger det en sjöprocent på 10,9 procent.